# 蘇霍亞里夫卡
50°32′30″N 32°22′22″E / 50.54167°N 32.37278°E
蘇霍亞里夫卡（烏克蘭語：Сухоярівка），是烏克蘭的村落，位於該國北部切爾尼戈夫州，由普里盧基區負責管轄，始建於1800年，面積1.13平方公里，海拔高度124米，2001年人口76，人口密度每平方公里67.4人。